# 久場島 (沖縄県座間味村)

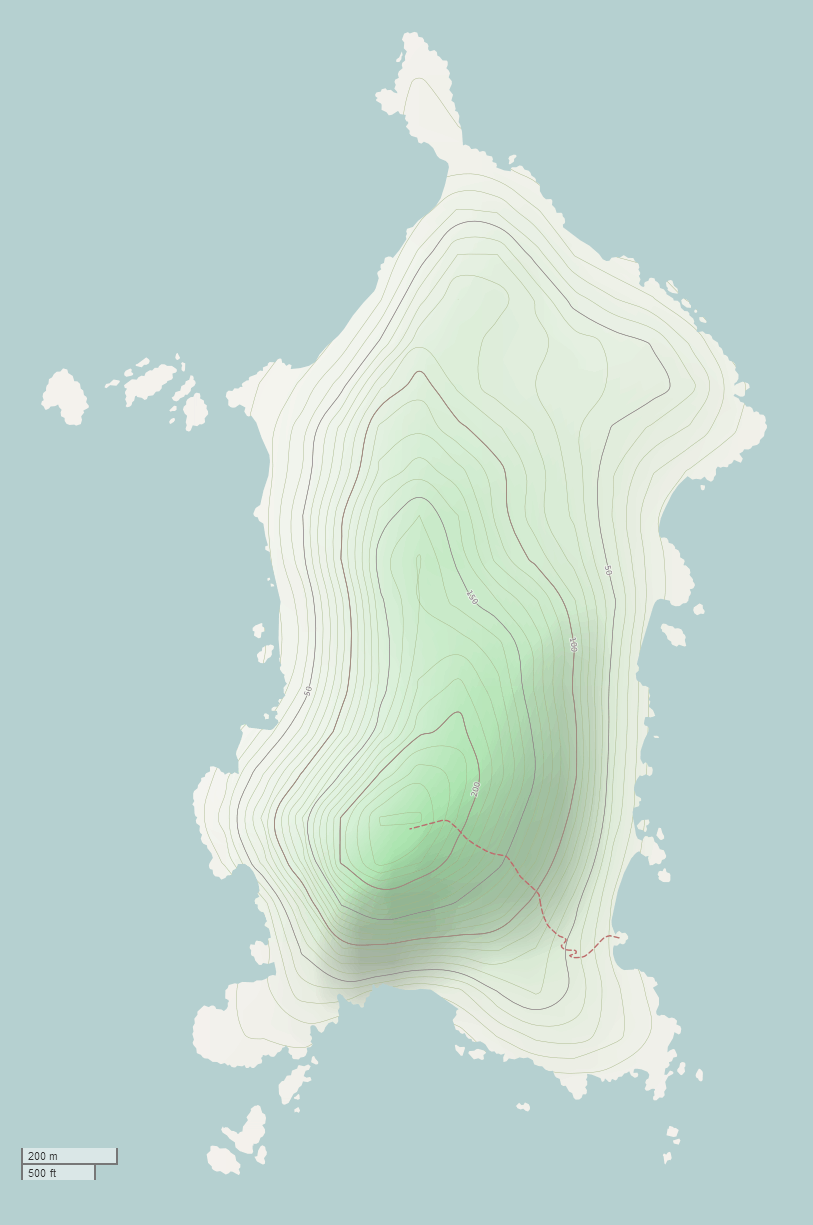
久場島の地形図

久場島（くばしま）は、沖縄県島尻郡座間味村に属し、座間味島の南西約7kmの海上に位置する慶良間諸島最西端の無人島である。

## 地理
面積1.54km2、周囲6.82kmの南北に長い四角形状の島で、標高270.1mの「久場島の岳」（または「トゥイヤキヌキジ」とも）は慶良間諸島内で最高峰の山岳である。「久場島の岳」は慶良間諸島では唯一の山地で、山体は島の4分の3を占め、それ以外の場所も急斜面が多く平地は無い。久場島の北端は「久場瀬（くばじ）ヌ崎」（クボージヌザチ）、北東端は「落水（うていみず）ヌ崎」（または「落水鼻」）、南西端は「紺瀬ヌ崎」（または紺瀬崎）、南東端は「廻（にぐり）ヌ崎」（または廻鼻）と呼ばれ、島の西約300mに「ふかかに瀬」といわれる小島が存在する。島全体は断崖に囲まれているが、島北西部の海岸には砂浜が形成されている。主に緑色片岩で構成され、時に砂岩も見える。緑色片岩の生成に伴ってキースラガー鉱床と言われる銅を含む硫化鉄鉱床が発達し、戦時中まで銅鉱を採掘していた。
1983年現在、久場島には77科200種以上の植物が確認され、強風や潮風、さらに乾燥に強い植生が見受けられる。海岸沿いにはアダンやヒルガオが、また海風に強い多年草のススキやチガヤが群生している。島山頂部に樹木は見受けられず、草原が広がる。島内にヒメハブが生息し、また周辺海域はダイビングスポットとして有名である。

## 歴史
方言で「クボージマ」といわれ、島内に多く自生していたビロウ（沖縄方言でクバ）が「久場島」という島名の由来で、歌集『おもろさうし』には「こはしま」、18世紀初頭に編纂された地誌『琉球国由来記』では「古場島」と記されている。
島内最高峰の「久場島の岳」は古来から航海を司る神を祀る御嶽があり、現在でも阿嘉島の住民は久場島に度々訪れる。『琉球国由来記』によると、崇禎年間（1630年代頃）に第二尚氏の王族であった金武朝貞が薩摩藩から持ち帰ったシカを久場島で放牧したのが始まりで、それ以降、慶良間諸島の各島に渡ったのが後にケラマジカと呼ばれた。1855年には歳暮用の贈答品として、王族・役人・百姓と共に鹿狩りを行っている。1976年（昭和51年）の現地調査では久場島にケラマジカは生息していない。現在、慶留間島と屋嘉比島に棲むケラマジカは国の天然記念物に指定されている。
明治期から第二次世界大戦までは、久場島は銅の産地として、鉱夫やその関係者含めて最大約800人が居住していた。久場島の北側丘陵に鉱山集落があり、小学校もあったとされる。また明治末期から島内でカツオ節生産が行われ、薪燃料として森林が伐採された。その結果、慶良間諸島にほとんど自生しているイタジイは、久場島には見られない。
久場島近海は浅瀬が多く、那覇港と先島諸島、また本州を結ぶ重要な航路である為、島の南側に灯台を設置する必要があるとの意見がある。